# چنل لیک (ایلینوی)
چنل لیک (به انگلیسی: Channel Lake) یک منطقهٔ مسکونی در ایالات متحده آمریکا است که در ایلینوی واقع شده‌است. چنل لیک ۱٬۶۶۴ نفر جمعیت دارد.